# FM 사가
FM사가는 일본의 FM라디오 방송국으로 사가현에서 방송을 실시하고 있다.
JFN에 가맹했으며  약칭은FMS, 애칭은 FM사가(FM佐賀), 콜사인은 JONV-FM이다.

## 개요
- 순수한 사가현역 라디오 방송국으로 개국했다.(사가현에 있는 중파방송국 NBC 라디오 사가는 나가사키현에 있는 나가사키 방송의 중계국으로 취급받는다.)
- 약칭인 FMS는 FM센다이에서도 사용하고 있다.
- 방송국 규모가 작은 편이며 자사제작 프로그램이 다른 방송국보다 적다.
- 2010년 10월 저녁시간에 방송되는 어떤 프로그램에서 광고주가 판촉용으로 제공하는 신상품을 청취자에게 선물한다고 고지하고 있었지만 실제로는 약 1년에 걸쳐 발송 하지 않은 사실이 발각되었으며 아사히 신문이 이 문제에 대해 취재해오자 회사측은 "단순한 실수"라는 말로 사실을 인정했다.

## 연혁
- 1991년 4월 26일　라디오 예비 면허 교부
- 1991년 5월 27일　(주)FM사가 설립
- 1992년 4월 1일　일본 37번째 민영FM방송국으로 개국(FM도쿠시마, FM고치도 이 날 개국).
- 2000년 7월 1일　도스 중계국 개국

## 주파수
- 사가 방송국:77.9MHz(출력:500W)
- 아리타 방송국:79.9MHz(출력:1W)
- 도스 중계국:79.7MHz(출력:20W)

## 사가현에 있는 다른 텔레비전·라디오 방송국
- NHK 사가 방송국
- 나가사키 방송／NBC 라디오 사가 (NBC) (JRN·NRN계열, 라디오방송만 사가현이 방송구역에 포함)
- 사가 TV (STS) (후지 TV계열)